# نوشیروان (جلفا)
نوشیروان یکی از روستاهای استان آذربایجان شرقی است که در دهستان ارسی بخش مرکزی شهرستان جلفا واقع شده‌است.این روستا ۲۴۵ نفر جمعیت دارد.